# Accord vertical
En droit de la concurrence, un accord vertical (ou une restriction verticale) est un accord ou une pratique concertée entre entreprises opérant à différents niveaux de la chaîne de production ou de distribution, et réglant les conditions dans lesquelles les parties peuvent acheter, vendre ou revendre certains biens ou services.
Ces accords verticaux (distribution exclusive, fourniture exclusive, franchise, vente liée, prix de vente conseillés ou maximaux...) peuvent avoir des effets négatifs sur la concurrence mais également positifs, ce qui explique que la Commission européenne les autorise partiellement.